# Burán (Ucrania)
Burán (en ucraniano: Буран; en ruso: Буран) es un asentamiento urbano ucraniano perteneciente al óblast de Lugansk. Situado en el este del país, hasta 2020 era parte del área municipal de Krasnodón, pero hoy es parte del raión de Lugansk y del municipio (hromada) de Molodogvardisk. Sin embargo, según el sistema administrativo ruso que ocupa y controla la región, Burán sigue perteneciendo al área municipal de Krasnodón. Durante la era soviética y hasta 2016, cuando se cambió su denominación de acuerdo con las leyes de descomunización de Ucrania, se llamaba Enjelsove (en ucraniano: Енгельсове; en ruso: Энгельсово, romanizado: Engelsovo).
El asentamiento se encuentra ocupado por Rusia desde la guerra del Dombás, siendo administrado como parte de la de facto República Popular de Lugansk y luego ilegalmente integrada en Rusia como parte de la República Popular de Lugansk rusa.

## Geografía
Burán está a 5 km de Sorókine y 20 km al sur de Lugansk.

## Historia
Enhelsove fue fundado en 1923, inicialmente llevaba el nombre de Shajta imeni Enhelsa (en ucraniano: шахта ім. Енгельса) en referencia al revolucionario alemán Friedrich Engels, como resultado de la unificación de asentamientos que surgieron aquí durante la construcción de una mina de carbón en 1915. En 1923, la mina se puso en funcionamiento. Engels y en 1940, la mina número 18-bis. La localidad fue elevada a un asentamiento de tipo urbano en 1938.
Durante la Segunda Guerra Mundial, el asentamiento fue ocupado por las tropas alemanas. Durante la ocupación, la mina Engels quedó inoperativa. 
Desde 1958 el lugar tiene llevó el nombre de Enjelsove. A principios de 1968, la base de la economía era la minería del carbón.
Desde 2014, Burán ha sido controlada por las fuerzas de la autoproclamada República Popular de Lugansk. El 12 de mayo de 2016, la Rada Suprema de Ucrania cambió el nombre del asentamiento a Burán como parte de la campaña de descomunización en Ucrania, pero el cambio de nombre no fue reconocido por las autoridades de la autoproclamada RPL.

## Demografía
La evolución de la población entre 1989 y 2022 fue la siguiente:
| 1343                                                          | 1196 | 1023 | 988 | 961 | 957 | 936 |
| (Fuente: Cities & Towns of Ukraine y UKRAINE: Größere Städte) |      |      |     |     |     |     |

Según el censo de 2001, la lengua materna de la mayoría de los habitantes, el 96,07%, es el ruso; del 3,43% es el ucraniano.

## Infraestructura

### Transporte
Burán se encuentra a 10 km de la estación de Semeikino, en el ramal ferroviario Rodakove-Lijaya.